# 安谷
安谷·席普塔·莎絲米（1974年1月29日—），出生於印尼雅加達，是一位印尼女歌手，也是一位詞曲創作人。曾被法國當局授予藝術與文學勳章。

## 生平
安谷出生於印尼首都雅加達，全名Anggun Cipta Sasmi的安谷，父親也是位歌手兼製作人，母親平時也愛哼哼唱唱，以致安谷從小在音樂的洗禮下，從7歲稚齡便開始登台演出，更在9歲時，就錄製第一張個人專輯。
對於搖滾音樂相當鍾情的她，17歲時，便已是亞洲相當具有潛力的搖滾歌手。19歲時，她想要拓展自己的音樂領域，毅然決然地起身飛到歐洲尋找下一步。
安谷的嗓音是略帶沙啞的中低音，其歌曲曲風結合東方情感與西方外放曲調，同時不斷翻轉時尚流行律動。

## 演藝事業
Anggun C. Sasmi起初是一位印尼女歌手。以Mimpi，Tua Tua Keladi兩首歌在印尼成名。1997年與SONY BMG簽約發行第一張法語專輯，後來陸續發行數張英語及法語專輯，在歐美地區成名，加上過去在印尼發行的唱片，安谷已經成功銷售超過2200萬張唱片再加上單曲銷售量,安谷以成功銷上超過2500萬張唱片。

### 1986~1994
當安谷12歲時，安谷發行了第一張個人專輯Dunia Aku Punya。1990年安谷發行第二張專輯Mimpi，這張專輯讓Anggun在印尼的演藝圈急速成名，之後Anggun發行Tua Tua Keladi和Takut兩張專輯，這兩張專輯讓Anggun 這個名字傳遍大街小巷。趁盛追擊，1991年發行Anak Putih Abu Abu，1992年發行Nocturno。在Anggun19歲時，建立了自己的唱片公司，1994年Anggun將自己開設的唱片公司賣掉，決定前往歐洲開始她的國際事業。在印尼，Anggun已經成功售出超過700萬張專輯。

### 1994~1996
1994年安谷離開印尼開始她的國際事業，Anggun首先在英國倫敦生活一年，但一直沒有唱片公司與Anggun簽約，Anggun最終覺得她的歌唱生涯永遠不會在英國發展。後來Anggun決定轉移到荷蘭，在那裏有更多的印尼人，但是，Anggun突然取消在荷蘭發展事業的計畫，並開始法國的演藝事業。
1996年，Anggun獲得法國音樂製作人Erick Benzi（曾是席琳·狄翁、瑪麗亞·凱莉的唱片製作人）欣賞，開始錄製第一張法文專輯Au Nom de la Lune。

### 1997~1998（Au Nom de la Lune、Snow on the Sahara）
1997年Anggun發行第一張法文專輯Au Nom de la Lune，這張專輯在歐洲銷售超過40萬張，光榮回到祖國宣傳，也銷售超過10萬張（全世界銷售量約50萬張）。1998年Anggun發行第一張英文專輯Snow on the Sahara，Swatch的熱門廣告曲Snow On The Sahara，讓Anggun成為街頭巷尾詢問度超高的歌手，許多亞洲以及歐洲國家皆陷入Anggun誘人的音樂媚惑中就連美聲天後莎拉布萊曼都曾選之翻唱，在美國銷售量約10萬張（是亞洲人在美國發展有史以來最高的銷售量，至今還無人突破，也是第一位亞洲人在美國發行唱片）這張專輯在全世界銷售超過250萬張（是亞洲人在世界發行專輯銷售量最高的一張，至今仍無人突破），同時登上美國舞曲榜Top16和成人抒情榜Top22，這張專輯讓Anggun在歐美地區急速成名。1998年底，Anggun獲得法國勝利得拉薩獎最佳新人獎提名（相當於美國葛萊美獎），1999年發行Anggun同名專輯（隻限在印尼、馬來西亞、日本發行），這張專輯的銷售量超過65萬張。

### 1999~2001（Désirs Contraires、Chrysalis）
2000年Anggun發行第二張法文專輯Dèsirs Contraires和第二張英文專輯Chrysalis，Dèsirs Contraires這張專輯在全球銷售約60萬張，Chrysalis在世界銷售超過150萬張，其中Chrysalis這張專輯在義大利一星期便突破20萬張的銷售成績，Chrysalis這張專輯的歌詞全部是由Anggun自己所編寫的，Chrysalis這張專輯讓Anggun在國際唱片市場上更加的成功，這兩張專輯在市場上非常成功。2000年末，獲得梵蒂岡邀請，參加聖誕節的音樂盛會。2001年，Anggun舉辦她人生中第一次的世界巡迴演唱會。

### 2002~2004（Open Hearts）
2002年Anggun第三張英文專輯Open Hearts（窗外有情天電影原聲帶），這張專輯也獲得不錯的成績，同年Anggun獲得國際亞洲女歌手獎和女歌手激勵獎。2003年Anggun獲得法國頒發的音樂鑽石獎，同時歌曲Open your Hearts獲得丹麥音樂獎最佳影片歌曲獎，此專輯在全世界銷售超過120萬張，這張專輯也讓Anggun在丹麥更有知名度。

### 2005~2006（Luminescence、Best Of）
2003年Anggun在加拿大遇到她的第二任丈夫，並於峇厘岛舉行婚禮，Anggun暫時告別演藝圈一年。2005年Anggun發行第三張法文專輯Luminescence法文版這張專輯在歐洲地區銷售超過130萬張（在法國就已銷售超過50萬張也是Anggun歷年法文專輯銷上量最高的一張），同年也發行英文版本也銷售超過220萬張（銷售量僅次於1998年的Snow on the Sahara），其中英文版中單曲Undress me榮登黎巴嫩、土耳其、阿聯國音樂排行榜榜首（這是一項新的里程碑，至今只有極少數外國歌手能在中東地區成名），第三波主打歌Saviour在希臘、俄羅斯音樂榜上榮獲第一名，此歌曲也是電影玩命快遞2的主題曲。2006年Anggun發行Luminescence特別版，法文普通版本銷售超過160萬張，特別版本再次銷售超過60萬張的佳績，英文普通版本銷售超過220萬張，而特別版本銷售超過120萬張。2006年底Anggun開始在亞洲開設巡迴演唱會同時發行第一張精選集Best Of（銷售量約50萬張），2006年12月Anggun獲得印尼頒發特殊貢獻獎與最佳國際歌手獎，Anggun的得獎感言講了一句話：「雖然我是雙重國籍，但我以印尼為榮，既使我是拿美國、新加坡或是非洲護照，我流的是印尼人的血，我就以印尼人為榮，可能很多人認為印尼是個落後國家，我要告訴他們：你錯了，只要你們踏入印尼的土地上，你就會發現它的美，不是只有歐美地方有高樓，印尼也有，印尼還有更多其他國家比不上的，沒有的。」

### 2007~2008（Elevation）
2007年Anggun誕下一個女兒，2008年Anggun發行她的第五張法文專輯與第六張法文專輯，法文版本銷售超過60萬張，英文版本銷售超過200萬張，Anggun也證實，這張專輯將發行到澳大利亞和紐西蘭，讓Anggun這個名字在世界上能更閃耀。

## 獎項/榮譽

### 1990年
- 印尼音樂獎最佳女歌手獎
- 印尼音樂獎最佳音樂錄影帶獎

### 1991年
- 印尼音樂獎最佳女歌手獎
- 歌曲Anak Putih Abu Abu獲得印尼音樂獎最佳搖滾舞曲

### 1993年
- 印尼音樂獎最佳年度專輯
- 印尼音樂獎最佳年度專輯製作人

### 1997年
- 歌曲Au Nom de la Lune登上法國音樂排行榜第三名
- 歌曲La Neige au Sahara登上法國音樂排行榜第一名
- 專輯Au Nom de la Lune獲得比利時音樂獎年度最佳專輯

### 1998年
- 法國NRJ最佳女歌手
- 法國勝利德拉薩獎最佳新人獎提名
- 歌曲Snow on the Sahara登上美國告示牌、美國舞曲榜第16名、美國成人抒情榜第22名
- 國際亞洲女歌手獎（於新加坡頒獎）
- 亞洲女歌手激勵獎（於新加坡頒獎）
- 歌曲Snow on the Sahara 獲得法國年度最暢銷廣告歌曲獎
- 專輯Snow on the Sahara 獲得義大利及獲得馬來西亞音樂獎最佳國際專輯
- 歌曲Life on Mars登上美國MTV音樂榜16週
- 歌曲Snow on the Sahara登上美國MTV音樂榜18週
- 歌曲By the Moon登上義大利音樂榜長達14週

### 1999年
- 歌曲Dream of Me獲得日本音樂獎最佳外文單曲

### 2000年
- 歌曲Derrière la porte登上法國音樂榜長達20週
- 專輯Chrysalis 獲得印尼音樂獎最佳專輯獎
- 歌曲Rain登上義大利音樂榜12週
- 印尼音樂獎最佳國際女歌手獎
- 專輯Chrysalis獲得馬來西亞及新加坡音樂獎年度最佳銷售專輯、義大利最佳外語專輯
- 歌曲Chrysalis登上美國舞曲榜第28名
- 歌曲Still reminds Me登上美國成人抒情榜第5名及美國告示牌

### 2001年
- 專輯Chrysalis獲得巴西音樂獎最佳外語專輯
- 法國NRJ最受歡迎女歌手.

### 2003年
- 歌曲Open your Hearts獲得丹麥電影獎最佳歌曲獎
- 丹麥音樂獎最佳電影/電視原聲帶
- 法國音樂獎頒發的音樂鑽石獎

### 2005年
- 專輯Luminescence法文版獲得法國音樂獎最佳年度銷售獎
- 歌曲Etre Une Femme登上法國音樂榜長達19週
- 歌曲Cesse La Pluie登上法國音樂榜長達18週
- 法國NRJ音樂獎最佳女歌手
- 專輯Luminescence法文版獲得比利時音樂獎最佳專輯獎
- 專輯Luminescence英文版獲得義大利年度最佳外語專輯及最暢銷專輯
- 專輯Luminescence英文版獲得新加坡音樂獎最佳專輯獎
- 專輯Luminescence英文版獲得馬來西亞音樂獎年度最暢銷專輯獎
- 專輯Luminescence英文版獲得印尼年度最佳專輯銷售獎
- 歌曲Undress me登上黎巴嫩、土耳其、阿聯國榜首
- 歌曲Saviour登上希臘、俄羅斯音樂榜首
- 歌曲In your Mind獲得義大利音樂獎年度最佳節奏藍調歌曲

### 2006年
- 歌曲Juste Avant Toi登上法國音樂榜22週
- 歌曲I'll Be Alright登上美國舞曲榜第18名、美國告示牌
- 印尼音樂獎最佳國際歌手獎
- 印尼音樂獎特殊貢獻獎

### 2007年
- 馬來西亞音樂獎最佳國際女歌手
- 聯合國指定國際小額信貸年愛心大使
- 國際名錶愛彼表指定代言人
- 聯合國指定國際年救濟大使

### 2008年
- 法國NRJ最佳年度銷售專輯.
- 歌曲Crazy登上印尼音樂榜長達23週.
- 義大利音樂獎最佳節奏藍調歌手.
- 義大利音樂獎最佳世界音樂歌手.
- 法國時代雜誌評世界十大性感女性(第四名)

## 大型售票演唱會

### 1991年
- 夢想演唱會（印尼雅加達，可容納人數：12000，入場人數：10000）
- 夢想演唱會（印尼萬隆，可容納人數：10000，入場人數：9500）
- 夢想演唱會（印尼日惹，可容納人數：8500，入場人數：7800）

### 1994年
- 告別演唱會（印尼雅加達，可容納人數：15000，入場人數：15000）
- 告別演唱會（印尼萬隆，可容納人數：12000，入場人數：9800）
- 告別演唱會（印尼泗水，可容納人數：10000，入場人數：9500）
- 告別演唱會（馬來西亞吉隆坡，可容納人數：10000，入場人數：9500）

### 1998年
- 月光演唱會（法國巴黎，可容納人數：18000，入場人數：16000）
- 月光演唱會（比利時布魯塞爾，可容納人數：9000，入場人數：8100）

### 2000年
- 聖誕晚會（梵蒂岡，被邀請主唱歌手）
- 蝶蛹世界演唱會（芬蘭赫爾辛基，可容納人數：10000，入場人數：9000）

### 2001年
- 蝶蛹世界演唱會（比利時布魯塞爾，可容納人數：10000，入場人數：9800）
- 蝶蛹世界演唱會（法國巴黎，可容納人數：14000，入場人數：12500）
- 蝶蛹世界演唱會（法國裏昂，可容納人數：10000，入場人數：9600）
- 蝶蛹世界演唱會（瑞士蘇黎世，可容納人數：9500，入場人數：9500）
- 蝶蛹世界演唱會（西班牙馬德裏，可容納人數：10000，入場人數：9100）
- 蝶蛹世界演唱會（義大利米蘭，可容納人數：20000，入場人數：19000）
- 蝶蛹世界演唱會（義大利羅馬，可容納人數：12000，入場人數：11200）
- 蝶蛹世界演唱會（美國紐約，可容納人數：10000，入場人數：9800）
- 蝶蛹世界演唱會（巴西聖保羅，可容納人數：15000，入場人數：12500）
- 蝶蛹世界演唱會（印尼泗水，可容納人數：20000，入場人數：19500）
- 蝶蛹世界演唱會（印尼日惹，可容納人數：10000，入場人數：9100）
- 蝶蛹世界演唱會（印尼萬隆，可容納人數：15000，入場人數：14500）
- 蝶蛹世界演唱會（印尼雅加達，可容納人數：20000，入場人數：19500）
- 蝶蛹世界演唱會（印尼棉蘭，可容納人數：10000，入場人數：9900）
- 蝶蛹世界演唱會（馬來西亞檳城，可容納人數：18000，入場人數：18000）
- 蝶蛹世界演唱會（馬來西亞吉隆坡，可容納人數：15000，入場人數：12000）
- 蝶蛹世界演唱會（新加坡，可容納人數：12000，入場人數：11000）

### 2005年
- 冷光演唱會（法國巴黎，可容納人數：25000，入場人數：25000）

### 2006年
- 安谷世界演唱會（芬蘭赫爾辛基，可容納人數：10000，入場人數：10000）
- 安谷世界演唱會（丹麥哥本哈根，可容納人數：12000，入場人數：10500）
- 安谷世界演唱會（比利時布魯塞爾，可容納人數：18000，入場人數：18000）
- 安谷世界演唱會（波蘭華沙，可容納人數：10000，入場人數：9200）
- 安谷世界演唱會（法國裏昂，可容納人數：10000，入場人數:10000）
- 安谷世界演唱會（法國巴黎，可容納人數：25000，入場人數:21000）
- 安谷世界演唱會（德國柏林，可容納人數：12000，入場人數:11500）
- 安谷世界演唱會（瑞士蘇黎世，可容納人數：10000，入場人數：9000）
- 安谷世界演唱會（西班牙馬德裏，可容納人數：10000，入場人數：9000）
- 安谷世界演唱會（義大利米蘭，可容納人數：30000，入場人數：29500）
- 安谷世界演唱會（義大利羅馬，可容納人數：18000，入場人數：15000）
- 安谷世界演唱會（希臘雅典，可容納人數：10000，入場人數：9200）
- 安谷世界演唱會（俄羅斯莫斯科，可容納人數：12000，入場人數：10200）
- 安谷世界演唱會（土耳其伊斯坦堡，可容納人數：9500，入場人數：8800）
- 安谷世界演唱會（加拿大魁北克，可容納人數：10000，入場人數：8600）
- 安谷世界演唱會（加拿大蒙特婁，可容納人數：12000，入場人數：10500）
- 安谷世界演唱會（美國紐約，可容納人數：12000，入場人數：11000）
- 安谷世界演唱會（美國費城，可容納人數：15000，入場人數：14500）
- 安谷世界演唱會（美國洛杉磯，可容納人數：10000，入場人數：9600）
- 安谷世界演唱會（蘇利南巴拉馬利波，可容納人數：9600，入場人數：9400）
- 安谷世界演唱會（巴西聖保羅，可容納人數：12000，入場人數：12000）
- 安谷世界演唱會（巴西里約熱內盧，可容納人數：10000，入場人數：10000）
- 安谷世界演唱會（阿根廷布宜諾斯艾利斯，可容納人數：10000，入場人數：8600）
- 安谷世界演唱會（菲律賓達沃，可容納人數：9500，入場人數：8900）
- 安谷世界演唱會（馬來西亞吉隆坡，可容納人數：20000，入場人數：19500）
- 安谷世界演唱會（馬來西亞檳城，可容納人數：25000，入場人數：25000）
- 安谷世界演唱會（馬來西亞新山，可容納人數：15000，入場人數：14500）
- 安谷世界演唱會（馬來西亞雲頂，可容納人數：12000，入場人數：10500）
- 安谷世界演唱會（新加坡，可容納人數：15000，入場人數：14000）
- 安谷世界演唱會（印尼棉蘭，可容納人數：10000，入場人數：10000）
- 安谷世界演唱會（印尼泗水，可容納人數：15000，入場人數：13000）
- 安谷世界演唱會（印尼日惹，可容納人數：10000，入場人數：9000）
- 安谷世界演唱會（印尼三寶瓏，可容納人數：10000，入場人數：9200）
- 安谷世界演唱會（印尼雅加達，可容納人數：35000，入場人數：34500）

### 2007年
- 聖誕晚會（梵蒂岡，被邀請主唱歌手）

### 2008年
- 瘋狂世界演唱會 （法國巴黎，可容納人數：20000，入場人數：20000）
- 瘋狂世界演唱會 （義大利米蘭，可容納人數：16000，入場人數：16000）

## 專輯
| 資料 |
| --- |
| 《我的世界》Dunia Aku Punya - 推出日期：1986年 - 全球銷量：10萬張                                                                                        |
| 《夢想》Mimpi - 推出日期：1990年 - 全球銷量：120萬張 |
| 《老人》Tua Tua Keladi - 推出日期：1990年 - 全球銷量：150萬張                                                                                            |
| 《害怕》Takut - 推出日期：1990年 - 全球銷量：80萬張 |
| 《我的...高中生活》Anak Putih Abu Abu - 推出日期：1991年 - 全球銷量：100萬張                                                                             |
| 《夢幻曲》Nocturno - 推出日期：1992年 - 全球銷量：95萬張                                                                                                 |
| 《回家》Anggun C. Sasmi... Lah!!! - 推出日期：1993年 - 全球銷量：115萬張                                                                                 |
| 《失去》Yang Hilang - 推出日期：1994年 - 全球銷量：85萬張                                                                                                |
| 《月光》Au Nom de la Lune - 推出日期：1997年 - 歐洲銷量：40萬張 - 亞洲銷量：10萬張 - 全球銷量：50萬張+                                                   |
| 《撒哈拉之雪》Snow on the Sahara - 推出日期：1998年 - 亞洲銷量：120萬張 - 歐洲銷量：100萬張 - 美州銷量：30萬張 - 全球銷量：250萬張+                      |
| 《同名專輯》Anggun同名專輯 - 推出日期：1999年 - 亞洲銷量：65萬張+                                                                                        |
| 《慾望》Dèsirs Contraires - 推出日期：2000年 - 歐洲銷量：50萬張 - 亞洲銷量：8萬張 - 美洲銷量：2萬張 - 全球銷量：60萬張+                                  |
| 《蝶蛹》Chrysalis - 推出日期：2000年 - 歐洲銷量：30萬張 - 亞洲銷量：90萬張 - 美洲銷量：30萬張 - 全球銷量：150萬張+                                       |
| 《敞開心胸》Open Hearts - 推出日期：2002年 - 歐洲銷量：50萬張 - 美洲銷量：12萬張 - 亞洲銷量：60萬張 - 全球銷量：120萬張+                                 |
| 《炫彩奪目》Luminescence法文版 - 推出日期：2005年 - 歐洲銷量：90萬張 - 美洲銷量：3萬張 - 亞洲銷量：10張 - 全球銷量：130萬張+                             |
| 《炫彩奪目》Luminescence英文版 - 推出日期：2005年 - 歐洲銷量：70萬張 - 亞洲銷量：100萬張 - 美洲銷量：50萬張 - 全球銷量：220萬張+                         |
| 《炫彩奪目-魅力無限》Luminescence Special Edition英文版 - 推出日期：2006年 - 歐洲銷量：40萬張 - 亞洲銷量：60萬張 - 美洲銷量：25萬張 - 全球銷量：120萬張+ |
| 《炫彩奪目-魅力無限》Luminescence Special Edition法文版 - 推出日期：2006年 - 歐洲銷量：50萬張 - 亞洲銷量：8萬張 - 美洲銷量：10萬張 - 全球銷量：68萬張+   |
| 《最佳精選輯》Best Of - 推出日期：2006年 - 亞洲銷量：50萬張 - 歐洲銷量：20萬張 - 全球銷量：70萬張+                                                       |
| 《瘋狂世界》Elevation法文版 - 推出日期：2008年 - 歐洲銷量：50萬張 - 亞洲銷量：11萬張 - 美洲銷量：2萬張 - 全球銷量：60萬張+                               |
| 《瘋狂世界》Elevation英文版 - 推出日期：2008年 - 歐洲銷量：65萬張 - 亞洲銷量：90萬張 - 美洲銷量：40萬張 - 全球銷量：200萬張+                             |